# Levínská vrchovina
Levínská vrchovina, také Levínsko (polsky Wzgórza Lewińskie, německy Lewiner Bergland, také Lewiner Ländchen,  též Herrschaft Hummel) je mezihoří v jihozápadní části středních Sudet v okrese Kladsko v Dolnoslezském vojvodství.

## Popis
Levínská vrchovina tvoří reliéf území o rozloze zhruba 40 km² mezi Stolovými horami na severu a Orlickými horami na jihu.
Současná geomorfologie nerozlišuje v Levínské vrchovině žádné podokrsky, avšak historické německé prameny (viz reference), které ji jako ucelenou regionální jednotku neuvádějí, rozlišují její část na levém břehu (Tassauer Berge/Tasovské hory) říčky Klikawy (něm. Schnelle, česky Střela) a část na břehu pravém (Ratschengebirge - někdy zahrnující i Dörnikauer Berge/Darnkowskie Wzgórza vč. jejich severní části za údolím Chudobského potoka). Protože v důsledku druhé světové války došlo k téměř úplné výměně obyvatelstva, původní německá a česká jména často neodpovídají pozdějším polským. Nejpodrobnější jsou historické německé prameny. Levínská vrchovina vytváří sice nižší, ale neodmyslitelnou a malebnou součást panorámatu Podorlicka (středních Sudet).
Na jihu sousedí a částečně je totožná s Olešnickým hřbetem Orlických hor, Dobřanskou a Dobrošovskou vrchovinou (podokrsky Sedloňovské vrchoviny) a severním výběžkem Bohdašínské vrchoviny (podokrsek Ohnišovské pahorkatiny) na české straně. Celá tato část se dříve nazývala Tassauer Berge (česky Tasovské hory: podle vesničky Tassau, dnes polsky Taszów, česky Tasov). Toto jméno zachovává vrch Taszowskie Górki (670 m n. m.) na sever od Tasova. Na severozápadě jejich hřbet klesá ke státní hranici mezi Bělovsem a Slaným (polsky Słone, něm. Schlaney/Schnellau, od r. 1962 část Chudoby/Kudowa-Zdrój) u ústí Střely do Metuje. Východní hranice vrchoviny protíná průsmyk Polskie Wrota (německy Hummelpass)  a západní prochází Chudobskou sníženinou. Tato jižní část zasahuje na území České republiky nad obce Olešnice v Orlických horách, Borová, Česká Čermná, Dobrošov (od východu) a severní část Bělovse (část Náchoda). Na východ od Olešnice v Orlických horách dosahuje své největší výšky na české straně u jedné z několika kót Hraničního lesa (843 m n. m.), který je také nejvyšším vrcholem celé Levínské vrchoviny.
Zajímavější v turistickém ohledu je severní část. Tam dosahuje vrchovina své největší nadmořské výšky horským hřbetem, jenž vrcholí horou Grodczyn  (německy Ratschenberg, 803 m n. m.) Podle lidové tradice stál na vrcholu hrad, který byl údajně r. 1428 zničen husity. Odtud pramení zřejmě české jméno vrchu Hradiště (v německém přepisu Hradisce nebo také Hradisch). Pro Ratschenberg (Grodczyn) a okolní vrchy se také používalo společné německé jméno Ratschengebirge, které se vztahovalo i na níže uvedenou Drnkovskou vrchovinu. Velmi nápadným útvarem v této jihovýchodní části vrchoviny je Homole (polsky Gomoła, německy Hummelberg – 733 m n. m.) se zbytky stejnojmenného hradu.
Na severozápadě a severu od údolí stoupajícího z Jeleniówa k Darnkówu a Kulinu Kłodzkému se nachází další součást Levínské vrchoviny, totiž Drnkovská vrchovina (polsky Darnkowskie Wzgórza, německy Dörnikauer Berge) s nejvýraznějšími vrcholy Krucza Kopa/Rabenkuppe (722 m n. m.) a Czarna Kopa/Schwarze Kuppe (741 m n. m.), zatímco na severu za údolím Chudobského potoka (Kudowski potok) je nejvyšší kótou Lelkowa Góra (něm. Ingwerberg, 736 m n. m.). Na jihovýchodní straně Drnkovského údolí jsou vrcholy Cisowa Góra (723 m n. m.), Średnia Kopa (něm. Mittelkuppe 746 m n. m.) a dále Czech (702 m n. m.) a Lech (739 m n. m.), přes něž Drnkovská vrchovina pozvolna klesá do Dušnické sníženiny.
U města Duszniki Zdrój se sbíhají hřbety Tasovských hor s vrcholy Długa Góra (680 m n. m.), Gajowa (něm. Hamberg - 700 m n. m.) a v samém městě Miejska Górka (něm. Huthberg - 609 m n. m.), hřbet Grodczynu východně od Homole s vrcholem Wroniawa (něm. Krähenberg - 662 m n. m.) a skupina Drnkovské vrchoviny s vrcholy Góra Ceglana (606 m n. m.) a Karwiec (Heerdeberg - 611 m n. m.). Až k městu Sczytna se pak Drnkovská vrchovina snižuje s kótami Kokocko (něm. Reiterhübel - 547 m n. m.) a Chłopska Góra (526 m n. m.)
Na severozápadě Drnkovská vrchovina, tvořená metamorfovanými horninami (ruly, svor) pravděpodobně prekambrického stáří tzv. stroňské skupiny, sahá až ke Stroužnému (Pstrążna), horní části Čermné (Czermna) a zadní části Chudoby. Tak se u Čermné dotýká i bukovinské části Jestřebích hor vrcholy Pstrążnica (627 m n. m.), Lisiak (dříve něm. Große Daufalka nebo též Fuchsberg, 617 m n. m.) a Mały Lisiak (dříve něm. Kleine Daufalka, 545 m n. m.) nad českou osadou Mokřiny (součást Žďárek - tady vrchovina okrajově zasahuje na území České republiky).

## Soupis vrcholů
V soupise jsou uvedeny vrcholy bez ohledu na státní hranice s využitím zdrojů mapy.cz a geoportal.cuzk.cz; v části Tasovské hory je omezení Levínské vrchoviny jen na polské území z hlediska fyzické geografie nelogické, pro úplnost jsou proto uvedeny i vrcholy ležící na české straně hranice. 
| Aktuální název     | Německý název             | Nadmořská výška | Podskupina vrchoviny                                         |
| Hraniční les (CZ)  |                           | 843             | Tasovské hory/Tassauer Berge // Orlické hory/Olešnický hřbet |
| Grodczyn           | Ratschenberg              | 803             | Skupina Grodczynu/Ratschengebirge                            |
| Jeleń              | Hirschberg                | 800             | Tasovské hory/Tassauer Berge                                 |
| Pańska Góra        | Panskerberg               | 782             | Tasovské hory/Tassauer Berge                                 |
| Śriednia Kopa      | Mittelkuppe               | 746             | Skupina Grodczynu/Ratschengebirge                            |
| Czarna Kopa        | Schwarze Koppe            | 741             | Drnkovská vrchovina/Dörnikauer Berge                         |
| Lech               |                           | 739             | Drnkovská vrchovina/Dörnikauer Berge                         |
| Lelkowa Góra       | Ingwerberg                | 736             | Drnkovská vrchovina/Dörnikauer Berge - Sever                 |
| Gomola             | Hummelberg                | 733             | Skupina Grodczynu/Ratschengebirge                            |
| Grzywacz           | Kronenberg                | 732             | Skupina Grodczynu/Ratschengebirge                            |
| Pańsczyca          | Klein Pansker             | 724             | Tasovské hory/Tassauer Berge                                 |
| Cisowa Góra        |                           | 723             | Drnkovská vrchovina/Dörnikauer Berge                         |
| Krucza Kopa        | Rabenkuppe                | 722             | Drnkovská vrchovina/Dörnikauer Berge                         |
| Kukułka            |                           | 714             | Skupina Grodczynu/Ratschengebirge                            |
| Feistův kopec (CZ) |                           | 711             | Tasovské hory/Tassauer Berge // Sedloňovská vrchovina        |
| Czech              |                           | 702             | Drnkovská vrchovina/Dörnikauer Berge                         |
| Gajowa             | Hamberg                   | 700             | Tasovské hory/Tassauer Berge                                 |
| Strážnice (PL)     |                           | 700             | Tasovské hory/Tassauer Berge                                 |
| Smogulec           | Liesken-Kamm              | 690             | Drnkovská vrchovina/Dörnikauer Berge                         |
| Strażna            |                           | 690             | Tasovské hory/Tassauer Berge                                 |
| Długa Góra         |                           | 680             | Tasovské hory/Tassauer Berge                                 |
| Opalona            | Herren-Brände             | 680             | Drnkovská vrchovina/Dörnikauer Berge                         |
| Strážnice (CZ)     |                           | 671             | Tasovské hory/Tassauer Berge // Sedloňovská vrchovina        |
| Taszowskie Górki   | Tassauer Berge            | 670             | Tasovské hory/Tassauer Berge                                 |
| Wroniawa           | Krähenberg                | 662             | Skupina Grodczynu/Ratschengebirge                            |
| Wysoczka           | Gr. Reudel                | 650             | Drnkovská vrchovina/Dörnikauer Berge                         |
| Wapienek           | Kalkberg                  | 645             | Drnkovská vrchovina/Dörnikauer Berge                         |
| Kościelna Góra     |                           | 641             | Tasovské hory/Tassauer Berge                                 |
| Skowron            | Lerchenberg               | 640             | Drnkovská vrchovina/Dörnikauer Berge                         |
| Panský vrch (CZ)   |                           | 637             | Tasovské hory/Tassauer Berge // Sedloňovská vrchovina        |
| Rudna Góra         |                           | 633             | Drnkovská vrchovina/Dörnikauer Berge - Sever                 |
| Pstrążnica         |                           | 627             | Drnkovská vrchovina/Dörnikauer Berge - Sever                 |
| Młyński Kamień     |                           | 625             | Drnkovská vrchovina/Dörnikauer Berge                         |
| Kostelní vrch (CZ) |                           | 624             | Tasovské hory/Tassauer Berge // Sedloňovská vrchovina        |
| Lisiak             | Fuchsberg/Grosse Daufalka | 617             | Drnkovská vrchovina/Dörnikauer Berge - Sever                 |
| Mała Wysoczka      |                           | 617             | Drnkovská vrchovina/Dörnikauer Berge                         |
| Karwiec            | Heerdeberg                | 611             | Drnkovská vrchovina/Dörnikauer Berge                         |
| Miejska Górka      | Huthberg                  | 609             | Tasovské hory/Tassauer Berge                                 |
| Góra Ceglana       |                           | 606             | Drnkovská vrchovina/Dörnikauer Berge                         |
| Ptasznica          | Vogelherd                 | 605             | Tasovské hory/Tassauer Berge                                 |
| Grodowa            |                           | 597             | Drnkovská vrchovina/Dörnikauer Berge                         |
| Polsko (CZ)        |                           | 590             | Tasovské hory/Tassauer Berge // Sedloňovská vrchovina        |
| Lewińska Czuba     | Sindermannsberg           | 555             | Skupina Grodczynu/Ratschengebirge                            |
| Kokocko            | Reiterhübel               | 547             | Drnkovská vrchovina/Dörnikauer Berge                         |
| Mały Lisiak        | Kleine Daufalka           | 545             | Drnkovská vrchovina/Dörnikauer Berge - Sever                 |
| Czartowski Kamień  | Teufelsstein              | 540             | Drnkovská vrchovina/Dörnikauer Berge - Sever                 |
| Chlopska Góra      |                           | 526             | Drnkovská vrchovina/Dörnikauer Berge                         |
| Gródek             | Hradischberg              | 521             | Skupina Grodczynu/Ratschengebirge                            |
| Miechy             |                           | 517             | Drnkovská vrchovina/Dörnikauer Berge - Sever                 |
| Szubieniczna       | Galgenberg                | 501             | Skupina Grodczynu/Ratschengebirge                            |
| Na rovince (CZ)    |                           | 501             | Tasovské hory/Tassauer Berge // Sedloňovská vrchovina        |
| Brzeliniec         |                           | 500             | Skupina Grodczynu/Ratschengebirge                            |
| Jaźwiec            | Karlsplatte               | 497             | Tasovské hory/Tassauer Berge                                 |
| Brzezie            | Godritzberg               | 495             | Tasovské hory/Tassauer Berge                                 |
| Blonie             |                           | 480             | Drnkovská vrchovina/Dörnikauer Berge                         |
| Kamieniec          | Grosser Steinberg         | 470             | Drnkovská vrchovina/Dörnikauer Berge                         |
| Różanka            | Rothe Hübe                | 470             | Tasovské hory/Tassauer Berge                                 |
| Maly Kamieniec     | Kleiner Steinberg         | 450             | Drnkovská vrchovina/Dörnikauer Berge                         |
| Klin               |                           | 420             | Tasovské hory/Tassauer Berge                                 |

Pozn.: v tabulce jsou uvedeny ty vrcholy, u nichž byl ve výše uvedených zdrojích zjištěn název.

## Vodstvo
Průsmykem Polskie Wrota prochází rozvodí mezi úmořím Baltského a Severního moře; větší část Levínské vrchoviny odvodňuje říčka Střela (polsky Klikawa) do Metuje. Jen malá část vod je odváděna do řeky Bystrzyca Dusznicka (Odra - Baltské moře).

## Významná města a obce
Kudowa-Zdrój, Duszniki-Zdrój, Lewin Kłodzki, Jerzykowice Wielkie, Darnków, Dańczów, Taszów, Kulin

## Turistika
Vrchovinou vedou tyto turistické značky:
- – červená z Chudoby do Dušník
- – modrá z Levínu na Homoli
- – modrá z Kulína do Dańczowa
- – zelená ze Zelence do Levína

## Zajímavá místa
- Kudowa-Zdrój (česky Chudoba nebo také Lázně Chudoba) – lázeňský park, sanatorium, kaple na vrchu Wzgórze Kaplicne
- Duszniki-Zdrój (česky Dušníky, německy Bad Reinerz) – lázně, v létě se tam koná Chopinovský festival
- ruiny hradu Homole na stejnojmenné hoře
- Dańczów – dřevěná zvonice z roku 1849
- Brzozowie (česky Březová, německy Brzesowie) – barokní kostel Petra a Pavla z roku 1400
- na české straně opevnění na Dobrošově
- Kulin (česky Hrdloňov, německy Keilendorf) – dřevěné chalupy z 19. století
- Lewin Kłodzki (česky Levín, německy Lewin) – ulice Lasek Miejski – barokní kaple sv. Jana Nepomuckého z 1. poloviny 18. století, hora Kalvárie s kaplemi z roku 1894, dřevěné domy z konce 19. století
- Lewin Kłodzki – na náměstí Mariánský sloup z r. 1687, kostel Sv. Archanděla Michaela z r. 1560, původně renesanční, v roce 1697 barokní přestavba, kamenný železniční viadukt vysoký 27 metrů z roku 1906, projektovaný italskými inženýry

## Fotogalerie

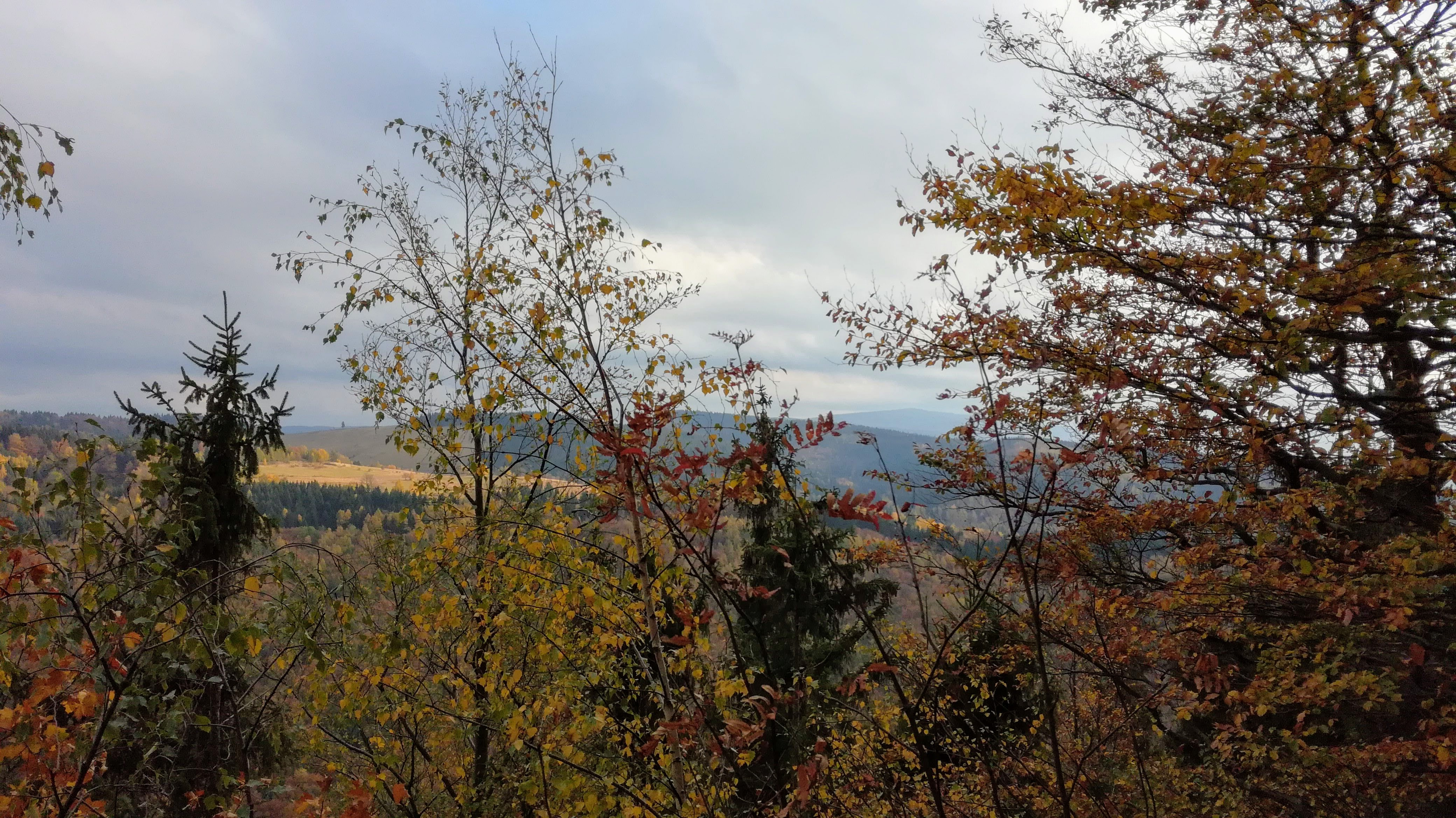
Pohled z vyhlídky na Krucza Kopa: nejdále Vrchmezí (Orlické hory), blíže vlevo hřbet Grodzcynu (803 m n. m.) s vrcholem vlevo, před ním vlevo Średnia Kopa (746 m n. m.) a před ní sluncem osvícená planina vedoucí k zalesněnému vrcholu Cisowa Góra (723 m n. m.)
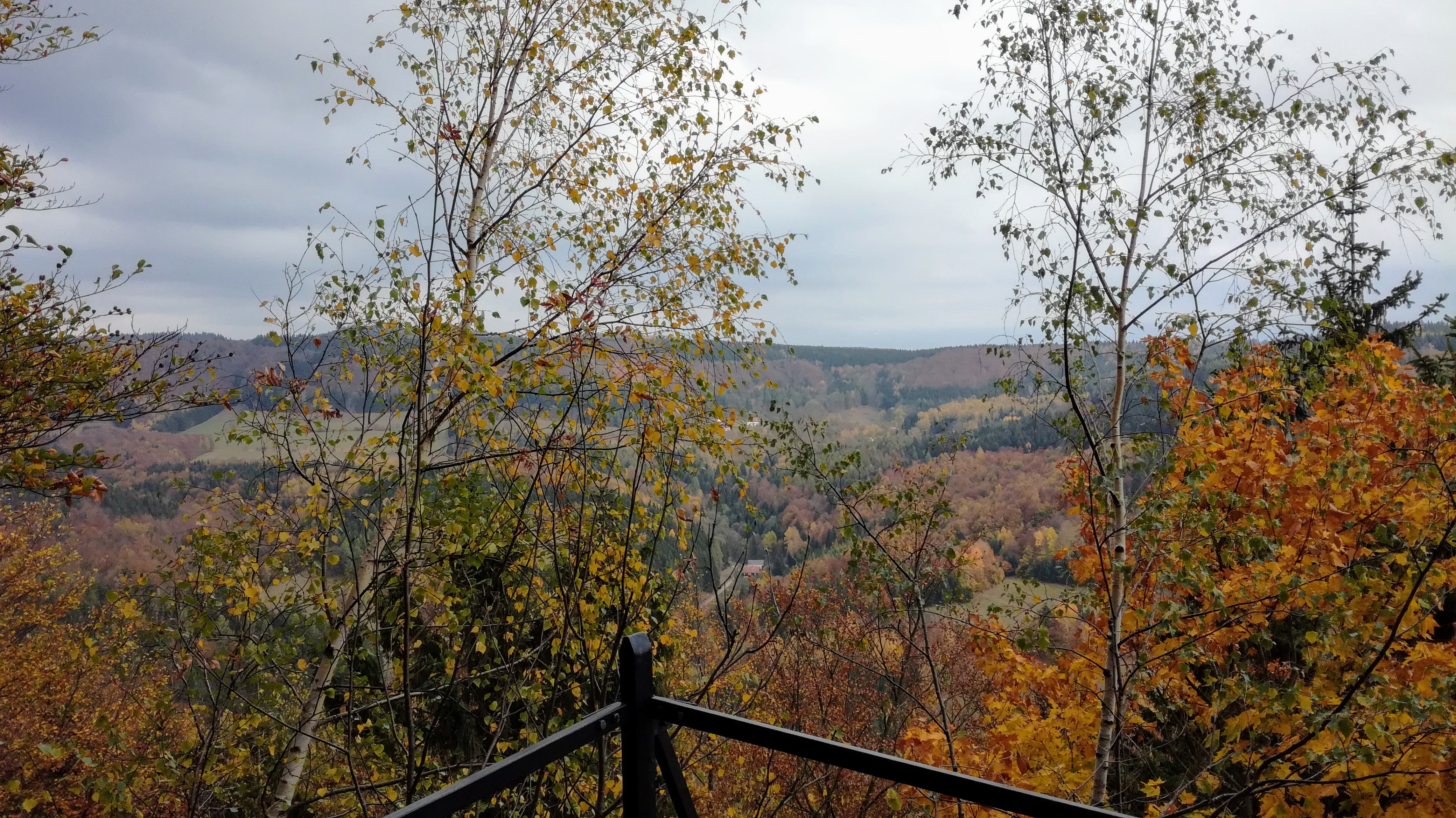
Drnkovské údolí (Darnków, Dörnikauer Tal) pod vyhlídkou na Krucza Kopa v Levínské vrchovině: táhne se zprava doleva, pohled na boční údolíčko směrem na Kociolek
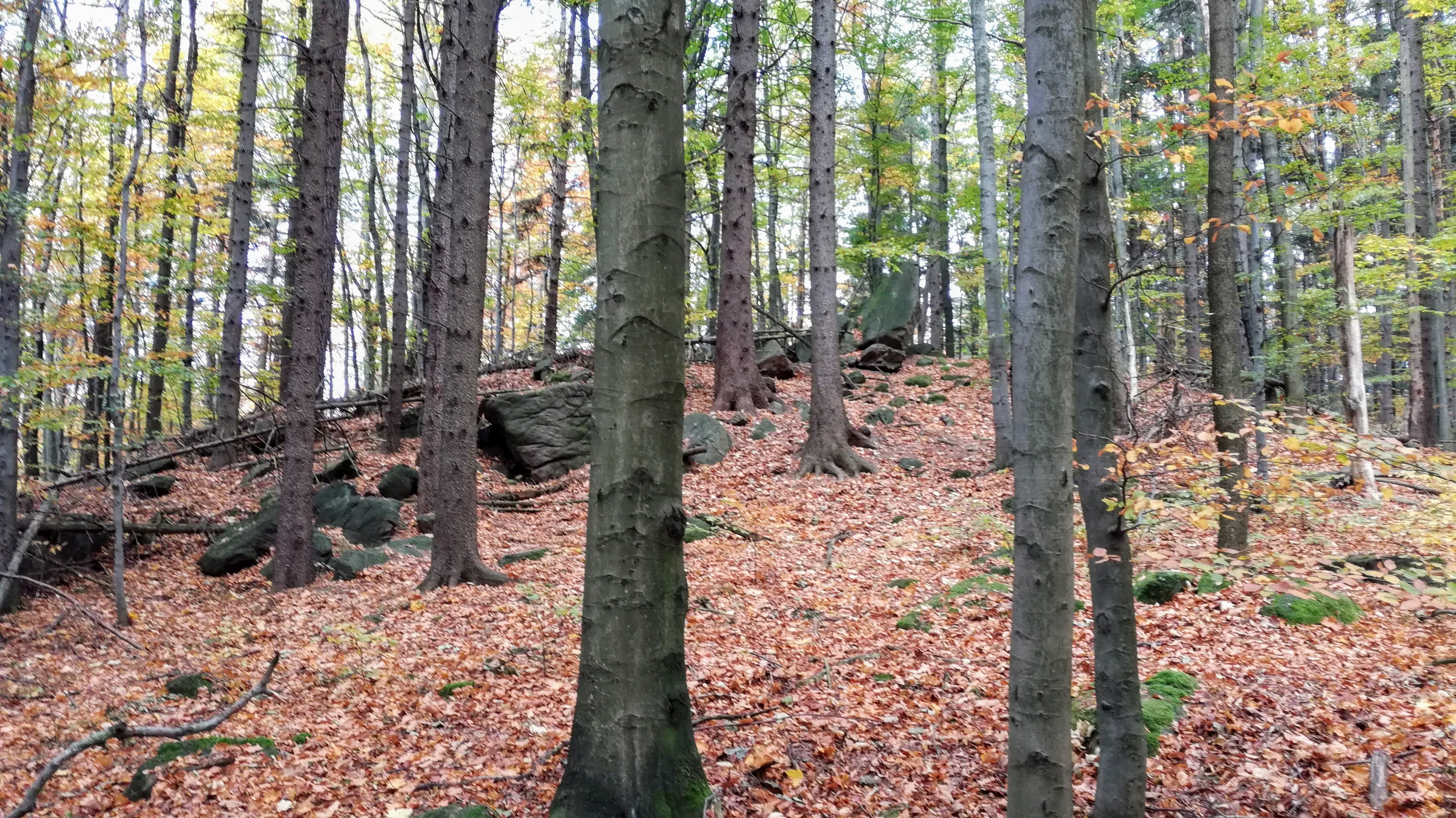
Jeden z kamenitých vrcholů na Krucza Kopa (Rabenkoppe, Krkavčí kupa/vrch)
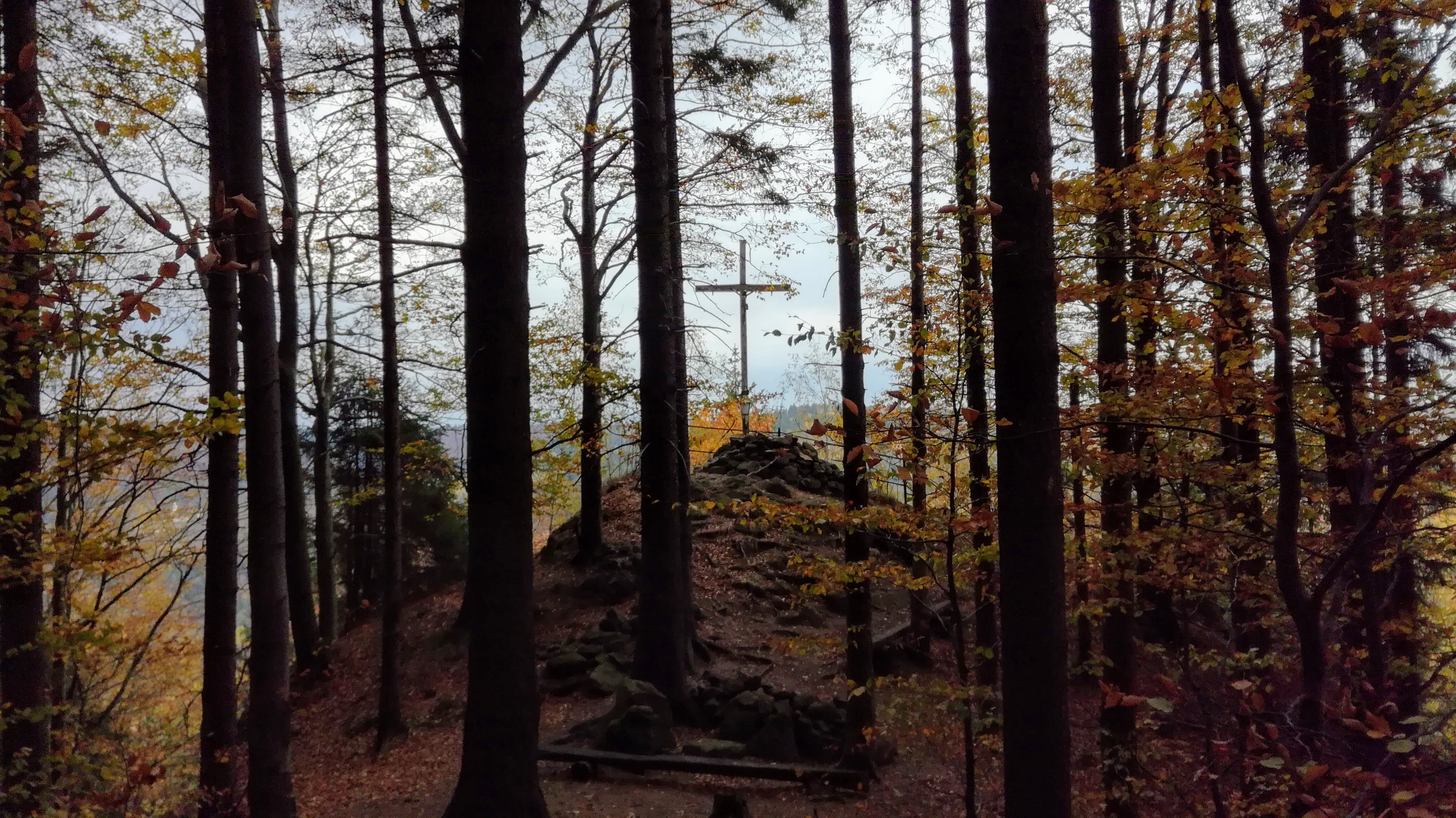
Kříž na vyhlídce na Krucza Kopa nad Drnkovským údolím - vyhlídka se německy nazývala Rabenstein (Krkavčí kámen)
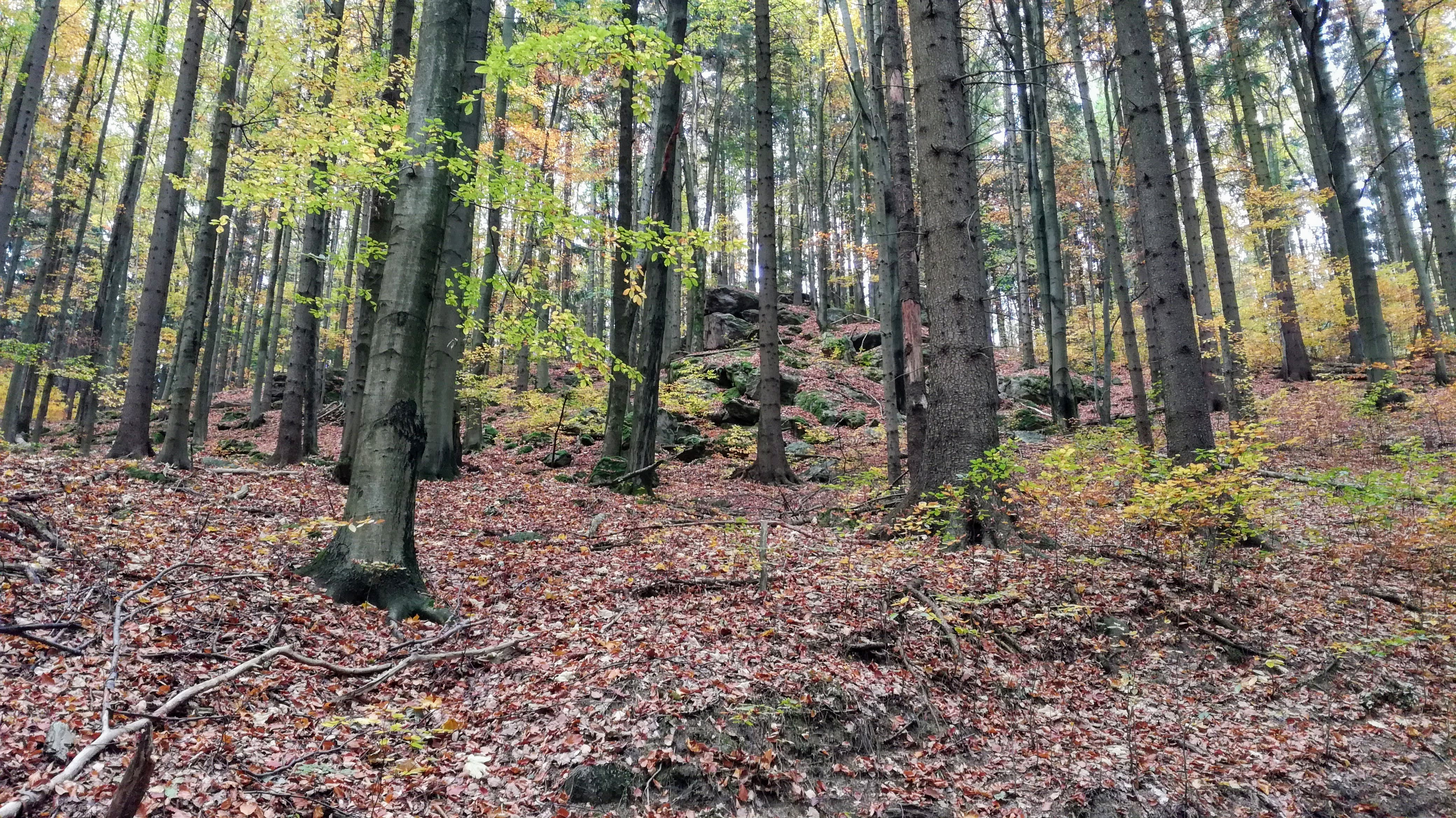
Zalesněný vrch Opalona (něm. Herren-Brände, 680 m n. m.) v Levínské vrchovině (Darnkowskie Wzgórza)
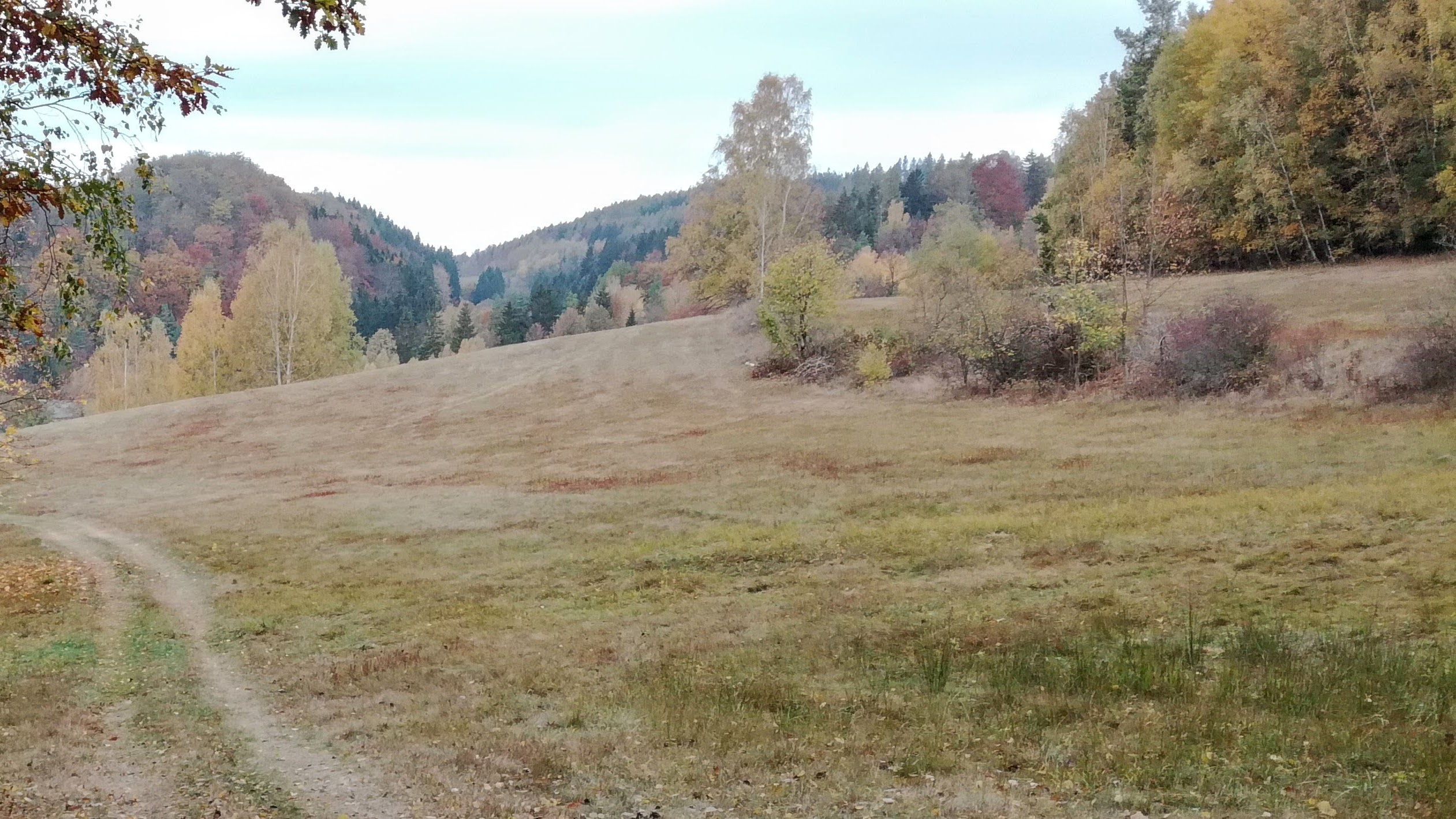
Na obzoru hraniční údolí mezi Prasečím hřbetem Hronovské kotliny (Świni Grzbiet/Schweinsrücken) vlevo a vrchem Miechy vpravo (517 m n. m.) v Levínské vrchovině (Horní Chudoba/Kudowa Górna)
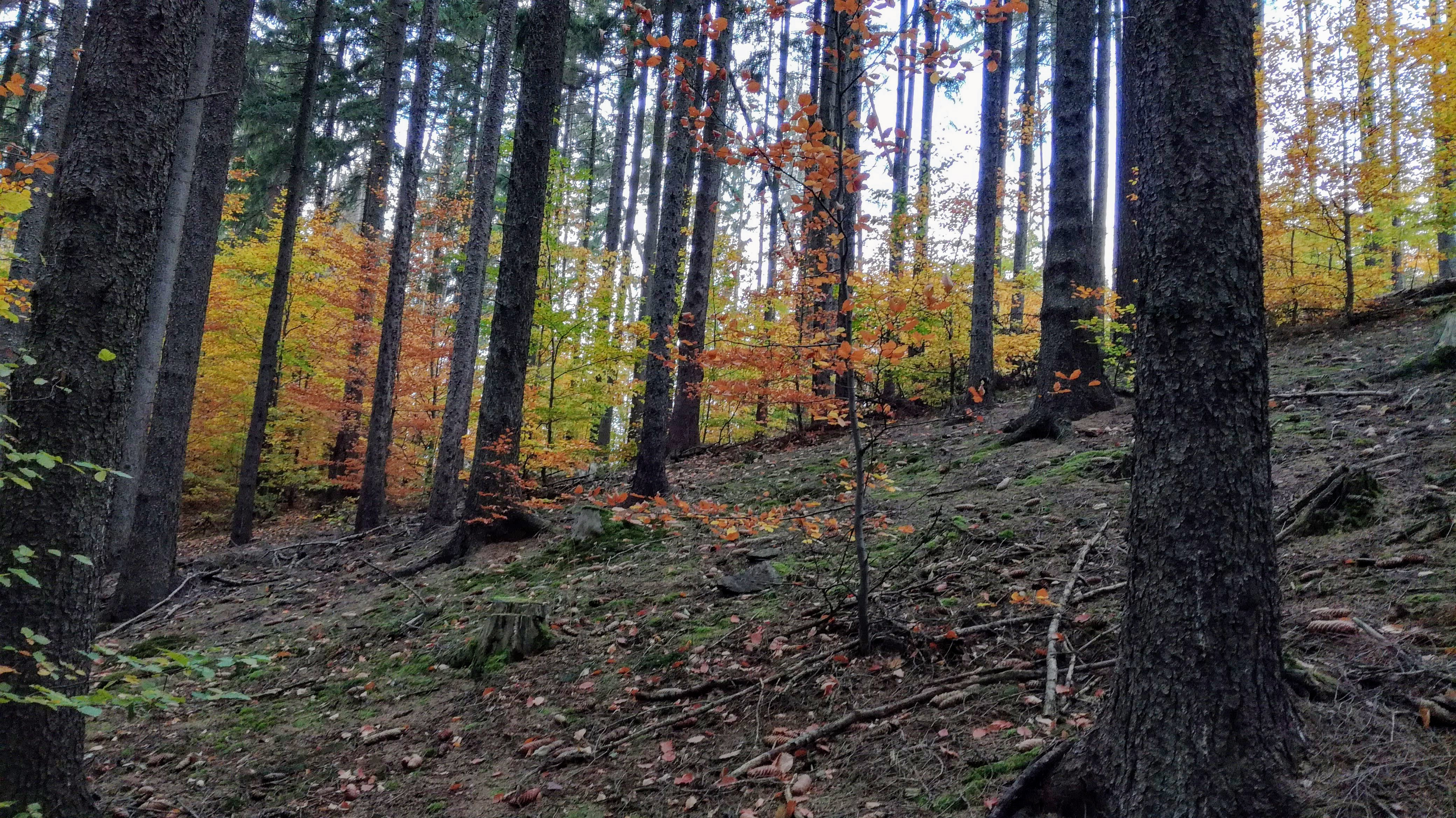
Les na úbočí vrchu Skowron (něm. Lerchenberg, 640 m n. m.; Darnkowskie Wzgórza)
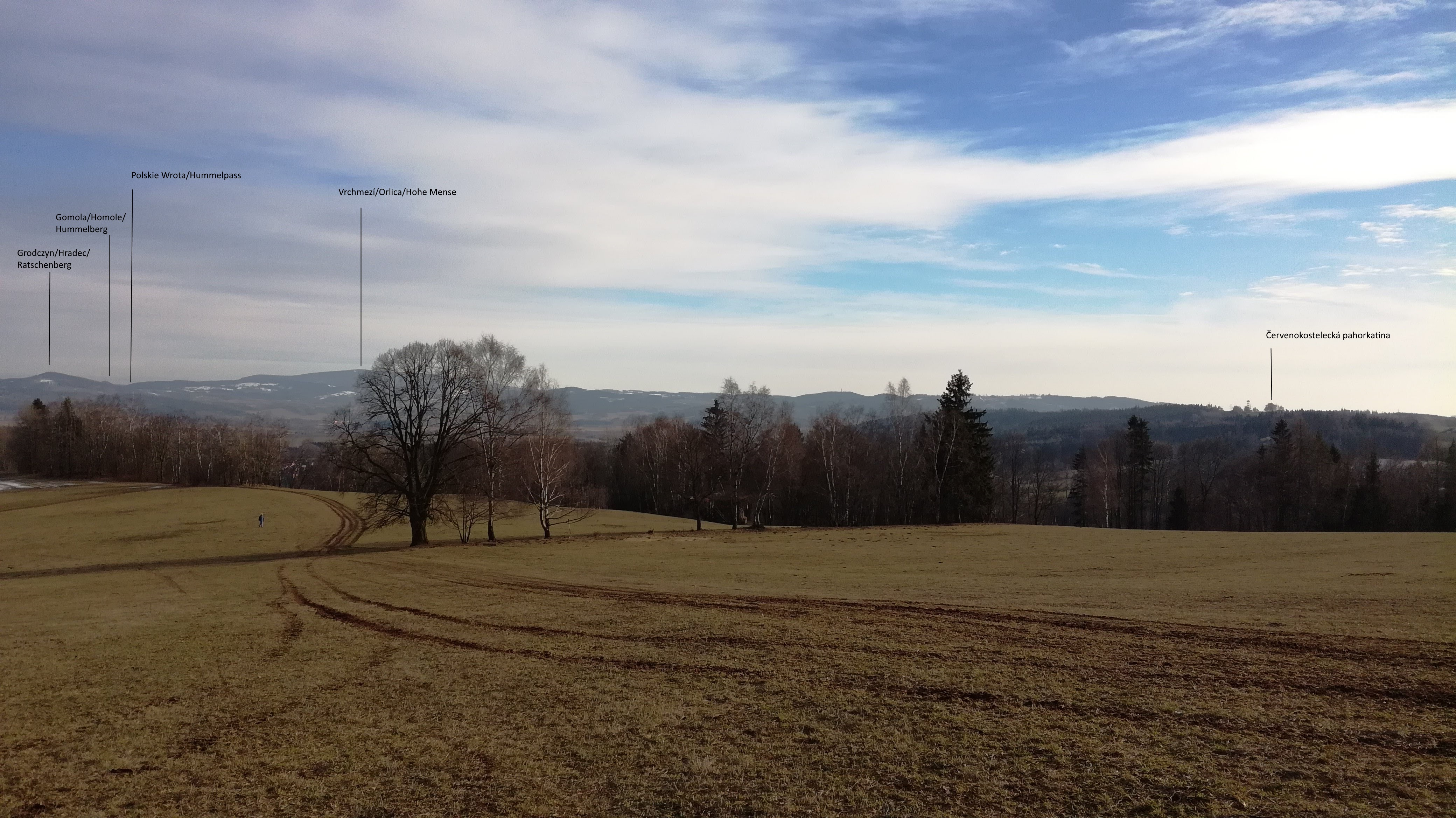
Tasovské hory/Tassauer Berge jako jižní součást Levínské vrchoviny, pod Vrchmezím od průsmyku Polskie Wrota doprava (na východ); záběr z Jestřebích hor (nad Jírovou horou)
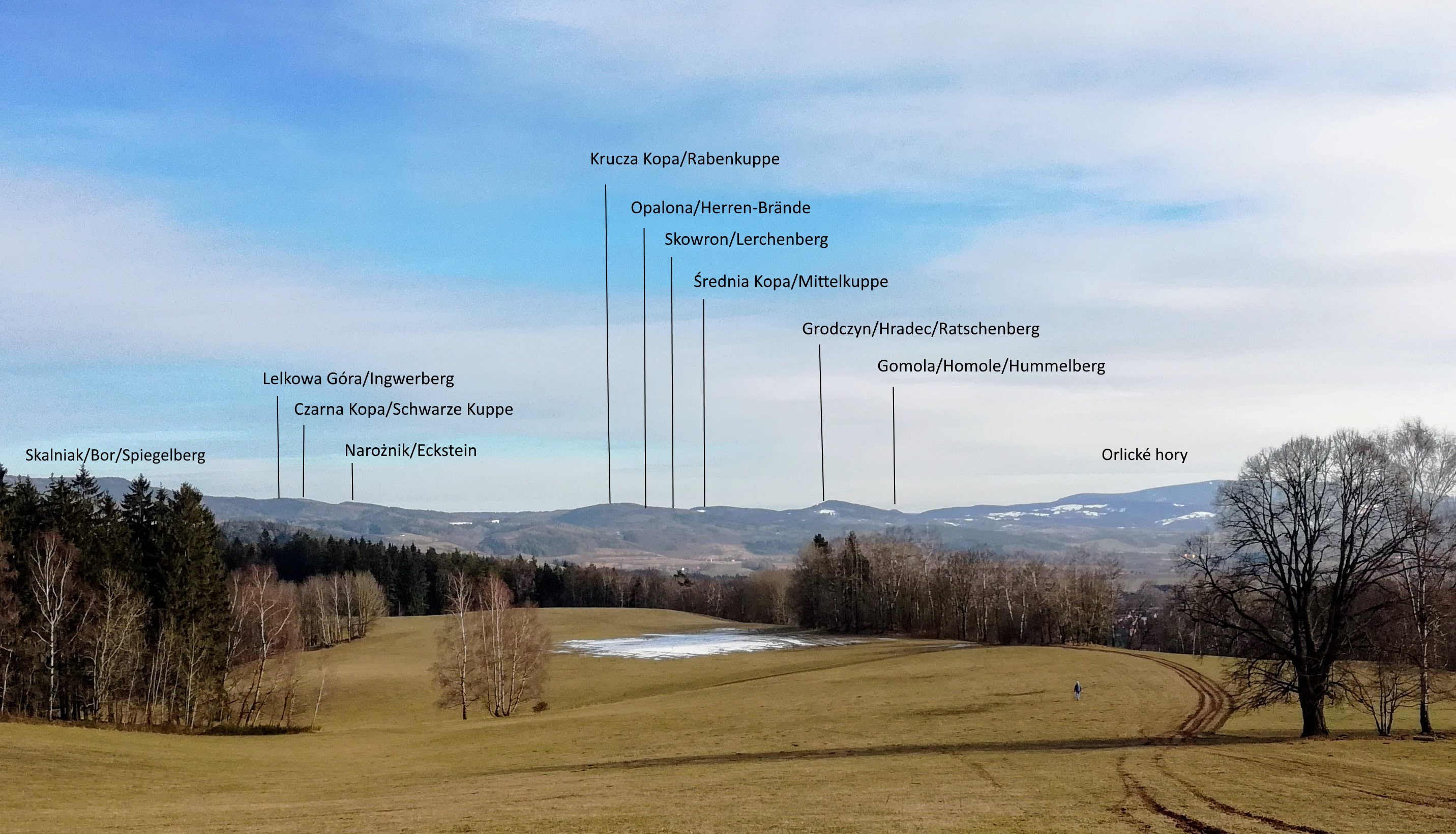
Panorama střední části Levínské vrchoviny s popisky vrcholů
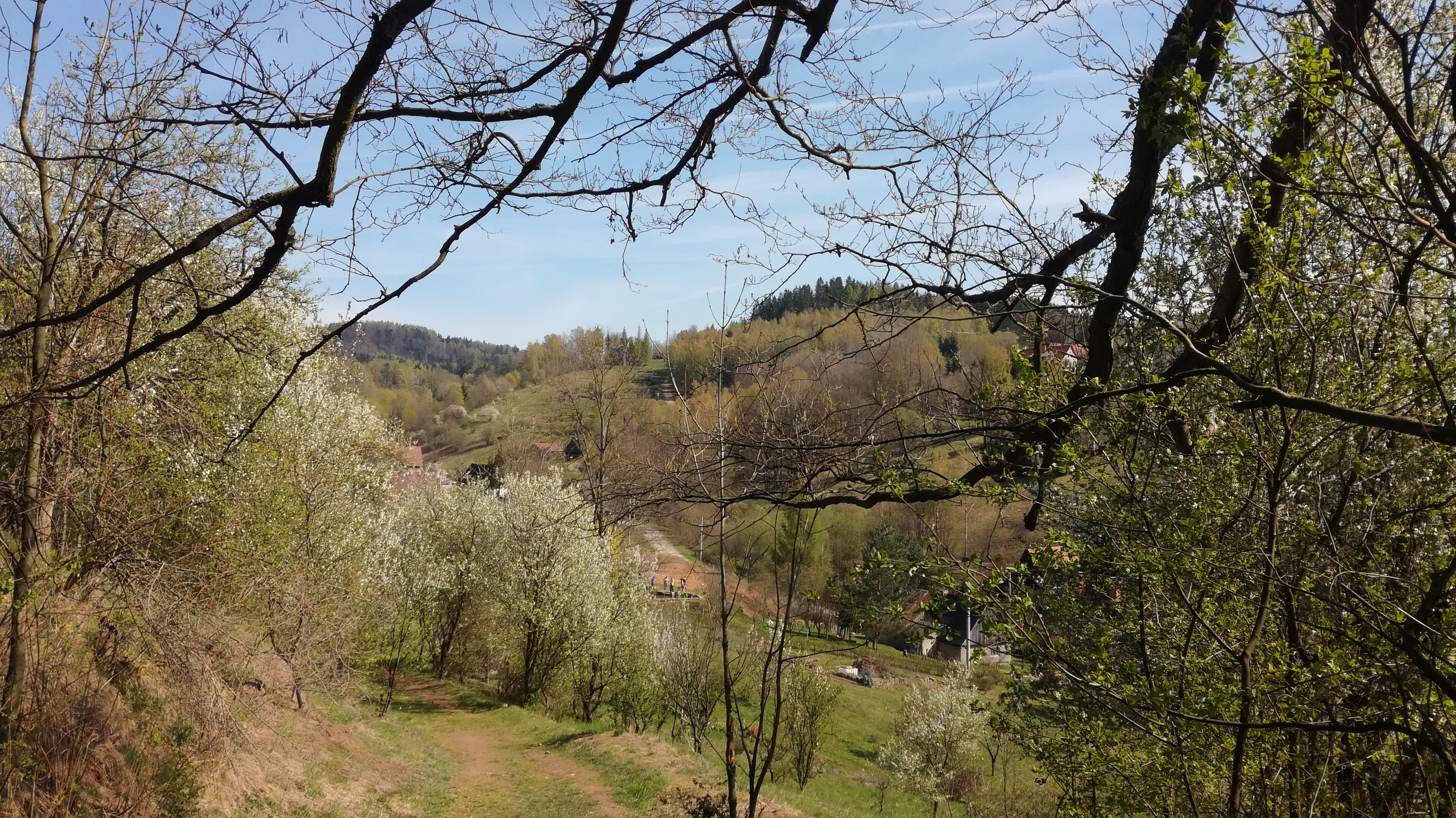
Vrch Pstrążnica 627 m n. m. (uprostřed vpravo) nad obcí Pstrążna, vlevo vrch označovaný v pruských mapách 19. století jako Grosse Brusnice
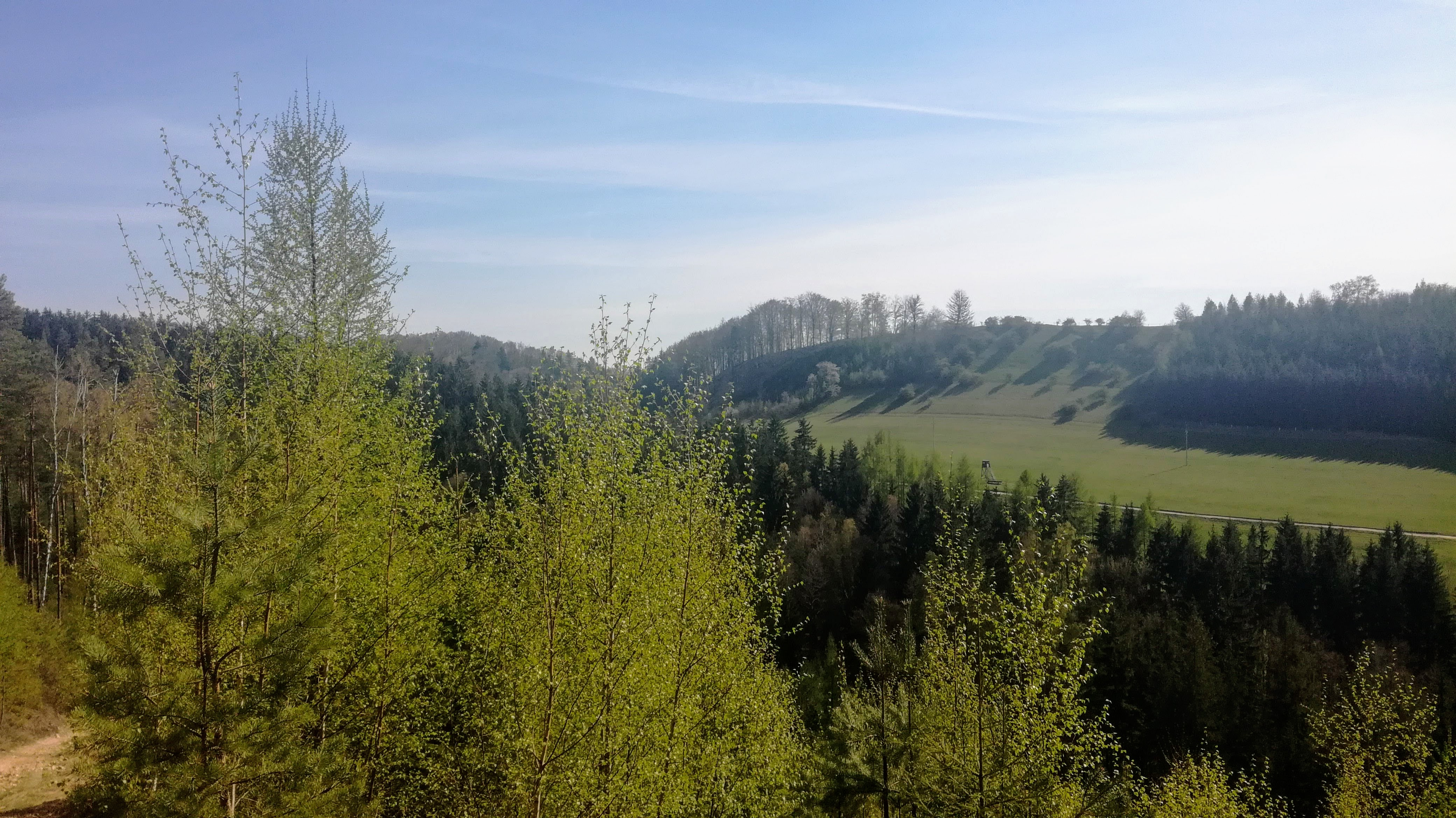
Ve středním plánu Černý les = závěr severní části Levinské vrchoviny mezi údolími Mokřinského a Strouženského potoka, de facto společný západní výběžek vrchů Pstrążnica a Mały Lisiak